# 王命婦
王命婦（おうみょうぶ）は、『源氏物語』に登場する架空の人物。

## 概要
藤壺の侍女である。もともと中宮の信頼が厚かったが、光源氏の執拗な頼みに負けて、中宮のもとへと、光源氏を手引きしてしまい、光源氏と中宮が結ばれたために中宮が世間的には桐壺帝の子として、実は光源氏の子である皇子（後の冷泉帝）を産むことになる。このために一時、藤壺から疎まれることになる。「もののまぎれ」ともよばれる「臣下である光源氏が実は帝である冷泉帝の実父である」という、『源氏物語』第一部後半における光源氏の権力の源泉の発生に関わる重要人物である。後に藤壺中宮は王命婦のことを許し、自分の死後の心配（冷泉帝のことなど）を王命婦に打ち明けている。
出自や家系については特に語られないが、呼称の「王命婦」が「王氏の命婦」のことであると考えられることから、皇族ないし源氏などの賜姓氏族に属する人物であると考えられる。

## 登場する巻
王命婦は直接には以下の巻で登場し、本文中ではそれぞれ以下のように表記されている。
- 第05帖 若紫 王命婦、命婦の君、命婦
- 第07帖 紅葉賀 命婦の君、命婦
- 第09帖 葵 命婦の君
- 第10帖 賢木 王命婦、命婦の君、命婦
- 第12帖 須磨 王命婦、命婦の君
- 第19帖 薄雲 命婦

## 各巻での活動
光源氏の執拗な頼みに負けて、藤壺中宮のもとへと、光源氏を手引きしてしまい、中宮が世間的には桐壺帝の子として実は光源氏の子である皇子（後の冷泉帝）を産むことになる原因を作ってしまう。（第05帖 若紫）
藤壺中宮のもとへ再度忍び込んだ光源氏を手引きすることは断ったものの、光源氏が見つからないように寝所に隠す。後、藤壺に伴い、出家する。（第10帖 賢木）
冷泉帝が光源氏に譲位を申し出たことにより、冷泉帝が自身の出生の秘密を知ったことに気づいた光源氏が王命婦に秘密を漏らしたのか問い詰めたが、王命婦には心当たりは無かった。この時は御匣殿である。（第19帖 薄雲）